# ヨウ化ニオブ(V)
ヨウ化ニオブ(V)（ヨウかニオブ、英: niobium iodide）は五価のニオブのヨウ化物で、化学式NbI5で表される無機化合物。

## 製法
線状のニオブを灼熱させ、ヨウ素蒸気に触れさせる。

## 性質
水との接触により加水分解する。